# Марко Доцич
Марко Доцич (серб. Марко Доцић, нар. 21 квітня 1993, Белград) — сербський футболіст, півзахисник клубу «Чукарички».

## Клубна кар'єра
Марко дебютував у Белградській лізі захищаючи кольори клубу «Раднички» (Обреновац). Через два сезони півзахисник перейшов до іншої команди Белградської ліги «Срем Яково» за який відіграв один сезон.
З 2013 по 2016 роки Доцич захищав кольори клубу «Явор». Влітку 2016 року перейшов до столичної команди «Чукарички» кольори якого наразі і захищає.
З 2016 року Марко, захищає кольори команди «Чукарички».

## Досягнення
Індивідуальні
- Сербська Суперліга гравець тижня: 2020–21 (3 тур[4])
- Сербська Суперліга гравець сезону: 2022–23[5]